# Caesalpinia mindorensis
Caesalpinia mindorensis là một loài thực vật có hoa trong họ Đậu. Loài này được (Merr.) Hattink miêu tả khoa học đầu tiên.